# Mở rộng trường
Trong đại số trừu tượng, mở rộng trường là đối tượng chính của nghiên cứu trong lý thuyết trường. Ý tưởng chung là bắt đầu với một trường cơ bản và xây dựng một trường lớn hơn có chứa trường cơ sở và đáp ứng các thuộc tính bổ sung. Ví dụ, tập hợp Q(√2) = {a + b√2 | a, b ∈ Q} là mở rộng nhỏ nhất của Q có chứa tất cả các nghiệm số thực của phương trình x2 = 2.

## Định nghĩa
Cho L là một trường. Một trường con của L là một tập hợp con K của L mà là đóng với các phép toán trường của L và có chứa phần tử nghịch đảo của L. Nói cách khác, K là một trường với các toán tử trường kế thừa từ L. Trường lớn hơn L lúc đó được gọi là trường mở rộng của K. Để đơn giản hóa ký hiệu và thuật ngữ, người ta nói rằng L/K (đọc là "L trên K") là một mở rộng trường để chỉ ra L là một trường mở rộng của K.
Nếu L là một mở rộng của F đến lượt nó lại là một mở rộng của K, khi đó F được gọi là một trường trung gian (hoặc mở rộng trung gian hoặc mở rộng con) của mở rộng trường L/K.
Cho một mở rộng trường L/K và một tập con S của L, trường con bé nhất của  L mà chứa K và S được ký hiệu là K(S)—nghĩa là K(S) là trường được xây dựng bằng cách liên kết các phần tử của S tới K, cũng được gọi là trường con sinh ra bởi S trên K. Nếu S chỉ bao gồm một phần tử s, K(s) được viết tắt thay thế cho K({s}).
Một mở rộng trường với dạng L = K(s) được gọi là một mở rộng đơn giản (hay mở rộng đơn) và s được gọi là một phần tử sơ khai (hay phần tử nguyên thủy) của phép mở rộng trên.
Cho một mở rộng trường L/K, trường lớn hơn L có thể coi là một không gian vectơ trên K. Các phần tử của L là các "vectơ" và các phần tử của K là các giá trị "vô hướng", với bổ sung vector và nhân vô hướng thu được từ các toán tử của trường tương ứng. Kích thước không gian vector này được gọi là bậc của việc mở rộng trường và được viết là [L : K]. Một mở rộng trường được gọi là hữu hạn nếu bậc của nó là hữu hạn.
Cho trước một mở rộng trường {\displaystyle L/K}, một phần tử {\displaystyle u\in L} được gọi là đại số trên {\displaystyle K} nếu tồn tại {\displaystyle f\in K[X]} sao cho {\displaystyle f(u)=0}. Một mở rộng được gọi là đại số nếu mọi phần tử của trường lớn đều đại số trên trường con.

## Ví dụ
Trường số phức C là một mở rộng trường của trường số thực R, và đến lượt R lại là mở rộng trường của trường số hữu tỉ Q. Rõ ràng, C/Q cũng là một mở rộng trường. Chúng ta có [C : R] = 2 vì {1,i} là một cơ sở của R-không gian véc-tơ C, cho nên mở rộng C/R là hữu hạn. Đây là một mở rộng đơn giản vì C=R({\displaystyle i}). Mặt khác, [R : Q] = {\displaystyle {\mathfrak {c}}} (lực lượng continuum), nên mở rộng này là vô hạn.
Tập hợp Q(√2) = {a + b√2 | a, b ∈ Q} là một mở rộng trường của Q, và rõ ràng là một mở rộng đơn giản. Bậc của mở rộng này là 2 vì {1, √2} có thể coi là phần tử cơ sở. Q(√2, √3) = Q(√2)(√3)={a + b√3 | a, b ∈ Q(√2)}={a + b√2+ c√3+ d√6 | a, b,c,d ∈ Q} là một trường mở rộng của cả Q(√2) và Q, với bậc mở rộng tương ứng là 2 và 4. Các mở rộng hữu hạn của Q cũng được gọi là các trường số đại số và chúng đóng vai trò quan trọng trong lý thuyết số.
Trường các phân thức một biến {\displaystyle k(t)} là một mở rộng đơn không đại số của {\displaystyle k}.

## Sách tham khảo
- Fraleigh, John B. (1976), A First Course In Abstract Algebra (ấn bản thứ 2), Reading: Addison-Wesley, ISBN 0-201-01984-1
- Herstein, I. N. (1964), Topics In Algebra, Waltham: Blaisdell Publishing Company, ISBN 978-1114541016
- McCoy, Neal H. (1968), Introduction To Modern Algebra, Revised Edition, Boston: Allyn & Bacon, LCCN 68015225